# Prionurus scalprum
Prionurus scalprum là một loài cá biển thuộc chi Prionurus trong họ Cá đuôi gai. Loài này được mô tả lần đầu tiên vào năm 1835.

## Từ nguyên
Từ định danh của loài cá này trong tiếng Latinh có nghĩa là "dao mổ", ám chỉ các phiến xương (hay ngạnh) sắc trên cuống đuôi của chúng.

## Phạm vi phân bố và môi trường sống
P. scalprum có phạm vi phân bố ở Tây Bắc Thái Bình Dương, được tìm thấy từ Matsushima, trải dài dọc theo bờ biển phía đông Nhật Bản (bao gồm các quần đảo phía nam) đến vùng biển phía nam Hàn Quốc (gồm cả đảo Jeju), đảo Đài Loan, và bờ đông Trung Quốc (đến Hồng Kông).
P. scalprum sống gần các rạn san hô và những khu vực có nhiều rong tảo ở độ sâu trong khoảng từ 2 đến 20 m.

## Mô tả
Chiều dài cơ thể tối đa được ghi nhận ở P. scalprum là 50 cm. Cơ thể có màu nâu xám. Vây đuôi có màu lam xám nhạt; các vây còn lại có viền màu xanh lam ánh kim. Cá con có phần thân hơi tròn, dần thuôn dài thành hình bầu dục khi trưởng thành. Cuống đuôi có từ 4 tới 5 phiến xương nhọn màu đen ở mỗi bên.
Số gai ở vây lưng: 8; Số tia vây ở vây lưng: 22 - 24; Số gai ở vây hậu môn: 3 - 4; Số tia vây ở vây hậu môn: 21 - 23; Số gai ở vây bụng: 1; Số tia vây ở vây bụng: 5.